# 蓋兒·魯賓
蓋兒·魯賓（英語：Gayle S. Rubin，1949年1月1日—），美國文化人類學家，性別政治理論家與倡議者。她寫作的主題包含女性主義、施虐與受虐、性交易、戀童、色情、女同性戀文學，以及人類學研究與性別次文化史，且聚焦在都市背景。她是一位人類學、女性研究、比較文學的副教授，目前任教於安娜堡的密西根大學。

## 生平

### 大學時代與早期行動
在1968年，蓋兒·魯賓為密西根大學校園女性主義意識提升團體的一份子，同時也為女性主義運動刊物以及Ann Arbor Argus撰寫文章。在1970年，她援助成立了安娜堡 Radicalesbians，一個早期的女同志女性主義團體。

### 學術生涯
在1994年，魯賓完成了她在密西根大學的人類學博士學位。後續除了在密西根大學任職，她也曾在2014年成為哈佛大學的訪問教授。魯賓也曾任職於刊物Feminist Encounters的編輯委員會，以及學術刊物Signs的國際顧問團。

## 學術主張

### 女性主義
蓋兒·魯賓在1975年發表了論文《交換女人：性的政治經濟筆記》（The Traffic in Women: Notes on the 'Political Economy' of Sex），試圖發現女人在社會性別與父權體制之下，是如何從歷史與社會機制下被產製出來，又是如何成為次等的階級。魯賓在1970年代晚期到1980年代的女性主義者性爭論戰成為一位著名的性權派倡議者。

### LGBTQ+
在1978年，蓋兒·魯賓前往舊金山研究男同志皮革次文化試圖不藉由臨床心理學觀點或個體心理學出發，而是從人類學家對當代社群的研究，考察弱勢群體的性實踐。同年6月13日，魯賓和派崔克·卡利菲雅等18人成立第一個目前已知的女同性戀SM團體Samois。這個團體在1983年解散，而隔年魯賓參與創立了一個新團體「The Outcasts」。
在大眾史學領域，魯賓是舊金山女男同志歷史計畫（the San Francisco Lesbian and Gay History Project）的成員，這是一個1978年成立的私人團體，成員包含Allan Berube、Estelle Freedman及Amber Hollibaugh。魯賓也是1985年成立的 GLBT Historical Society (originally known as the San Francisco Bay Area Gay and Lesbian Historical Society)的創始成員。為了替妥善維護為性少數的歷史檔案之需求辯護，魯賓曾寫道：「酷兒生活是一個充滿了美妙爆炸後幾乎不留什麼可見軌跡的例子……在不確保他們歷史能安然傳播之下，幾乎是注定要遺忘他們的。」
1984年，蓋兒·魯賓出版一篇論文《性的思考：性慾政治與激進理論的筆記》（Thinking sex:Notes for a Racial Theory of the Politics of Sexuality），該論文被廣泛引用，也被認為是同志及酷兒研究的先驅。